# Milan Skating Hockey Club 1932
Questa pagina raccoglie le informazioni riguardanti il Milan Skating Hockey Club nelle competizioni ufficiali della stagione 1932.

## Rosa
| N° | Naz.              | Ruolo | Sportivo       |  |  |  |
| -- | ----------------- | ----- | -------------- |  |  |  |
|    | Italia (bandiera) | E     | Bortolini      |  |  |  |
|    | Italia (bandiera) | P     | Vittorio Mutti |  |  |  |
|    | Italia (bandiera) | E     | Fernando Pera  |  |  |  |
|    | Italia (bandiera) | E     | Pio Rasponi    |  |  |  |
|    | Italia (bandiera) | E     | Orazio Zorloni |  |  |  |

## Risultati

### Divisione Nazionale
| Roma 29 ottobre 1932 | Lazio | 1 – 10 | Milan |  |

| Roma 29 ottobre 1932 | Roma | 2 – 9 | Milan |  |

| Roma 30 ottobre 1932 | Milan | 10 – 3 | Gloria Milano |  |

| Roma 30 ottobre 1932 | Milan | 11 – 2 | Urbe Roma |  |

| Roma 30 ottobre 1932 | Milan | 16 – 2 | FGC Roma |  |

| Roma 30 ottobre 1932 | Milan | 11 – 2 | Amatori Roma |  |

| Roma 30 ottobre 1932 | Novara | 1 – 0 | Milan |  |

| Roma 30 ottobre 1932 | Milan | 8 – 2 | Mens Sana Siena |  |

### Coppa delle Nazioni
| Montreux marzo 1932 | Milan | 3 – 3 | ERC Stoccarda |  |

| Montreux marzo 1932 | Milan | 4 – 7 | Herne Bay United |  |

| Montreux marzo 1932 | Milan | 0 – 3 | Montreux |  |

| Montreux marzo 1932 | Milan | 5 – 1 | Stade Bordelais |  |

| Montreux marzo 1932 | Milan | 0 – 4 | ERC Stoccarda |  |

| Montreux marzo 1932 | Milan | 3 – 5 | Herne Bay United |  |

| Montreux marzo 1932 | Milan | 0 – 4 | Montreux |  |

| Montreux marzo 1932 | Milan | 4 – 3 | Stade Bordelais |  |